# Дзиммэйё-кандзи
Дзиммэйё-кандзи (яп. 人名用漢字 дзиммэйё: кандзи, «кандзи для использования в личных именах») — список из 863 иероглифов, которые можно использовать в личных именах в Японии, несмотря на то, что они не входят в список «часто используемых» (Дзёё-кандзи). Как правило, личные имена могут содержать хирагану, катакану, иероглифы из Дзёё-кандзи и иероглифы из Дзиммэйё. Не входящие ни в один из этих списков кандзи называются хёгайдзи.
Министерский декрет 1946 года ограничил количество разрешённых к использованию кандзи до 1850 штук (Тоё-кандзи), несмотря на то, что в именах часто использовались нестандартные кандзи. 25 мая 1951 года кабинет выделил первые 94 дзиммэйё-кандзи.
Со временем Министерство юстиции увеличивало количество знаков в списке в ответ на просьбы родителей. На 30 апреля 2009 года в списке было 985 кандзи, в конце 2010 года из него исключили 124 знака, добавленные в список Дзёё.
Знание кандзи из списка Дзиммэйё обязательно для получения второго уровня на экзамене Кандзи кэнтэй.
До 27 сентября 2004 года существовало 2232 знака, одобренных для использования в личных именах и топонимах, причём список планировалось расширить 578 знаками. Среди них были кандзи со значениями «рак», «геморрой», «труп», «экскременты», позже их удалили из списка.

## История изменений

### 25 мая 1951
Первые 94 знака:
яп. 丑 丞 乃 之 也 亘 亥 亦 亨 亮 伊 匡 卯 只 吾 呂 哉 嘉 圭 奈 宏 寅 巌 巳 庄 弘 弥 彦 悌 敦 昌 晃 晋 智 暢 朋 桂 桐 楠 橘 欣 欽 毅 浩 淳 熊 爾 猪 玲 琢 瑞 睦 磯 祐 禄 禎 稔 穣 綾 惣 聡 肇 胤 艶 蔦 藤 蘭 虎 蝶 輔 辰 郁 酉 錦 鎌 靖 須 馨 駒 鯉 鯛 鶴 鹿 麿 亀 仙 尚 杉 甚 磨 斉 龍
Семь из них позже были переведены в Дзёё-кандзи: яп. 仙 尚 杉 甚 磨 斉 龍, причём последний — яп. 龍 — упростили в яп. 竜.

### 30 июля 1976
Добавлено 28 знаков:
яп. 佑 允 冴 喬 怜 旭 杏 梓 梢 梨 沙 渚 瑠 瞳 紗 紘 絢 翠 耶 芙 茜 藍 那 阿 隼 鮎 葵
Один позже переведён в Дзёё: яп. 悠.

### 1 октября 1981
Введён список Дзёё-кандзи, включивший 8 вышеприведённых символов. К оставшимся добавили 53 иероглифа:
яп. 伍 伶 侑 尭 孟 峻 嵩 嶺 巴 彬 惇 惟 慧 斐 旦 昂 李 栗 楓 槙 汐 洵 洸 渥 瑛 瑶 璃 甫 皓 眸 矩 碧 笹 緋 翔 脩 苑 茉 莉 萌 萩 蓉 蕗 虹 諒 赳 迪 遥 遼 霞 頌 駿 鳩 鷹

### 1 марта 1990
Добавлено 118 знаков (всего 284).
яп. 伎 伽 侃 倖 倭 偲 冶 凌 凜 凪 捺 於 旺 昴 晏 晟 晨 暉 曙 朔 凱 勁 叡 叶 唄 啄 奎 媛 嬉 宥 崚 嵐 嵯 巽 彗 彪 恕 憧 拳 捷 杜 柊 柚 柾 栞 梧 椋 椎 椰 椿 楊 榛 槻 樺 檀 毬 汀 汰 洲 湧 滉 漱 澪 熙 燎 燦 燿 爽 玖 琳 瑚 瑳 皐 眉 瞭 碩 秦 稀 稜 竣 笙 紬 絃 綜 綸 綺 耀 胡 舜 芹 茄 茅 莞 菖 菫 蒔 蒼 蓮 蕉 衿 袈 裟 詢 誼 諄 邑 醇 采 雛 鞠 颯 魁 鳳 鴻 鵬 麟 黎 黛

### 3 декабря 1997
Добавлен яп. 琉.

### 23 февраля 2004
Добавлен яп. 曽.

### 7 июня 2004
Добавлен яп. 獅.

### 11 июня 2004
Запланировано добавление 578 часто используемых знаков, которые просили добавить родители, в том числе:
- «клубника» (яп. 苺 итиго);
- «далёкий» (яп. 遙 харука, кюдзитай);
- «искрящийся» (яп. 煌 акира);
- «клык» (яп. 牙 киба).

Другие планировалось добавить из-за простоты и распространённости:
- «экскременты» (яп. 糞 кусо);
- «проклятие» (яп. 呪 норой);
- «труп» (яп. 屍 сикабанэ);
- «рак» (яп. 癌 ган).

### 12 июля 2004
Добавлено 3 знака: яп. 毘 瀧 駕. Общее число — 290.

### 23 июля 2004
Было решено не добавлять следующие знаки:
- яп. 糞
- яп. 呪
- яп. 屍
- яп. 癌
- «развратный» (яп. 姦 касимасий);
- «блуд» (яп. 淫 мидара);
- «негодование» (яп. 怨 урами);
- «геморрой» (яп. 痔 дзи);
- «любовница» (яп. 妾 мэкакэ).

К планируемым к добавлению знакам добавили «зачерпывать обеими руками» (яп. 掬 кику).

### 27 сентября 2004
Добавлено 484 знака, общее число — 983.

### 30 апреля 2009
Добавлено два знака: яп. 祷 穹.

### 30 ноября 2010
В Дзёё-кандзи перенесено 196 знаков. Из них 11 использовались в качестве топонимов.
- 茨 (ибара — 茨城県 Ибараки)
- 媛 (химэ — 愛媛県, Эхимэ)
- 岡 (ока — 静岡県, Сидзуока)
- 韓 (кан — 韓国, Южная Корея)
- 熊 (кума — 熊本, Кумамото)
- 埼 (сай — 埼玉県, Сайтама)
- 栃 (тоти — 栃木県 Тотиги)
- 奈 (на — 奈良, Нара)
- 梨 (наси — 山梨県 Яманаси)
- 阪 (сака — 大阪, Осака)
- 阜 (фу — 岐阜県, Гифу)

Вместе с тем 5 знаков перенесли из дзёё в дзиммэйё: яп. 勺 錘 銑 脹 匁.

### 7 января 2015
Добавлен яп. 巫. Общее число - 862.

### 25 сентября 2017
Добавлен яп. 渾. Общее число - 863.

## Список дзиммэйё-кандзи
Список разделён на две части:
- 633 символа (+ 18 вариантных написания), не встречающихся в дзёё;
- 212 устаревших форм знаков из дзёё.

### Символы не входящие в дзёё (631)
Варианты разделены косыми чертами.

丑丞乃之乎也云亘‐亙些亦亥亨亮仔伊伍伽佃佑伶侃侑俄俠俣俐倭俱倦倖偲傭儲允兎兜其冴凌凜‐凛凧凪凰凱函劉劫勁勺勿匁匡廿卜卯卿厨厩叉叡叢叶只吾吞吻哉哨啄哩喬喧喰喋嘩嘉嘗噌噂圃圭坐尭‐堯坦埴堰堺堵塙壕壬夷奄奎套娃姪姥娩嬉孟宏宋宕宥寅寓寵尖尤屑峨峻崚嵯嵩嶺巌‐巖巫已巳巴巷巽帖幌幡庄庇庚庵廟廻弘弛彗彦彪彬徠忽怜恢恰恕悌惟惚悉惇惹惺惣慧憐戊或戟托按挺挽掬捲捷捺捧掠揃摑摺撒撰撞播撫擢孜敦斐斡斧斯於旭昂昊昏昌昴晏晃‐晄晒晋晟晦晨智暉暢曙曝曳朋朔杏杖杜李杭杵杷枇柑柴柘柊柏柾柚桧‐檜栞桔桂栖桐栗梧梓梢梛梯桶梶椛梁棲椋椀楯楚楕椿楠楓椰楢楊榎樺榊榛槙‐槇槍槌樫槻樟樋橘樽橙檎檀櫂櫛櫓欣欽歎此殆毅毘毬汀汝汐汲沌沓沫洸洲洵洛浩浬淵淳渚‐渚淀淋渥渾湘湊湛溢滉溜漱漕漣澪濡瀕灘灸灼烏焰焚煌煤煉熙燕燎燦燭燿爾牒牟牡牽犀狼猪‐猪獅玖珂珈珊珀玲琢‐琢琉瑛琥琶琵琳瑚瑞瑶瑳瓜瓢甥甫畠畢疋疏皐皓眸瞥矩砦砥砧硯碓碗碩碧磐磯祇祢‐禰祐‐祐祷‐禱禄‐祿禎‐禎禽禾秦秤稀稔稟稜穣‐穰穹穿窄窪窺竣竪竺竿笈笹笙笠筈筑箕箔篇篠簞簾籾粥粟糊紘紗紐絃紬絆絢綺綜綴緋綾綸縞徽繫繡纂纏羚翔翠耀而耶耽聡肇肋肴胤胡脩腔脹膏臥舜舵芥芹芭芙芦苑茄苔苺茅茉茸茜莞荻莫莉菅菫菖萄菩萌‐萠萊菱葦葵萱葺萩董葡蓑蒔蒐蒼蒲蒙蓉蓮蔭蔣蔦蓬蔓蕎蕨蕉蕃蕪薙蕾蕗藁薩蘇蘭蝦蝶螺蟬蟹蠟衿袈袴裡裟裳襖訊訣註詢詫誼諏諄諒謂諺讃豹貰賑赳跨蹄蹟輔輯輿轟辰辻迂迄辿迪迦這逞逗逢遥‐遙遁遼邑祁郁鄭酉醇醐醍醬釉釘釧銑鋒鋸錘錐錆錫鍬鎧閃閏閤阿陀隈隼雀雁雛雫霞靖鞄鞍鞘鞠鞭頁頌頗顚颯饗馨馴馳駕駿驍魁魯鮎鯉鯛鰯鱒鱗鳩鳶鳳鴨鴻鵜鵬鷗鷲鷺鷹麒麟麿黎黛鼎

Отдельный список вариантных иероглифов:

亙（亘）凛（凜）堯（尭）巖（巌）晄（晃）檜（桧）槇（槙）渚（渚）猪（猪）琢（琢）禰（祢）祐（祐）禱（祷）祿（禄）禎（禎）穰（穣）萠（萌）遙（遥）

### Традиционные (устаревшие) варианты современных иероглифов (212)
Современные варианты исторических иероглифов даны в скобках.

亞（亜） 惡（悪） 爲（為） 逸（逸） 榮（栄） 衞（衛） 謁（謁） 圓（円） 緣（縁） 薗（園） 應（応） 櫻（桜） 奧（奥） 橫（横） 溫（温） 價（価） 禍（禍） 悔（悔） 海（海） 壞（壊） 懷（懐） 樂（楽） 渴（渇） 卷（巻） 陷（陥） 寬（寛） 漢（漢） 氣（気） 祈（祈） 器（器） 僞（偽） 戲（戯） 虛（虚） 峽（峡） 狹（狭） 響（響） 曉（暁） 勤（勤） 謹（謹） 駈（駆） 勳（勲） 薰（薫） 惠（恵） 揭（掲） 鷄（鶏） 藝（芸） 擊（撃） 縣（県） 儉（倹） 劍（剣） 險（険） 圈（圏） 檢（検） 顯（顕） 驗（験） 嚴（厳） 廣（広） 恆（恒） 黃（黄） 國（国） 黑（黒） 穀（穀） 碎（砕） 雜（雑） 祉（祉） 視（視） 兒（児） 濕（湿） 實（実） 社（社） 者（者） 煮（煮） 壽（寿） 收（収） 臭（臭） 從（従） 澁（渋） 獸（獣） 縱（縦） 祝（祝） 暑（暑） 署（署） 緖（緒） 諸（諸） 敍（叙） 將（将） 祥（祥） 涉（渉） 燒（焼） 奬（奨） 條（条） 狀（状） 乘（乗） 淨（浄） 剩（剰） 疊（畳） 孃（嬢） 讓（譲） 釀（醸） 神（神） 眞（真） 寢（寝） 愼（慎） 盡（尽） 粹（粋） 醉（酔） 穗（穂） 瀨（瀬） 齊（斉） 靜（静） 攝（摂） 節（節） 專（専） 戰（戦） 纖（繊） 禪（禅） 祖（祖） 壯（壮） 爭（争） 莊（荘） 搜（捜） 巢（巣） 曾（曽） 裝（装） 僧（僧） 層（層） 瘦（痩） 騷（騒） 增（増） 憎（憎） 藏（蔵） 贈（贈） 臟（臓） 卽（即） 帶（帯） 滯（滞） 瀧（滝） 單（単） 嘆（嘆） 團（団） 彈（弾） 晝（昼） 鑄（鋳） 著（著） 廳（庁） 徵（徴） 聽（聴） 懲（懲） 鎭（鎮） 轉（転） 傳（伝） 都（都） 嶋（島） 燈（灯） 盜（盗） 稻（稲） 德（徳） 突（突） 難（難） 拜（拝） 盃（杯） 賣（売） 梅（梅） 髮（髪） 拔（抜） 繁（繁） 晚（晩） 卑（卑） 祕（秘） 碑（碑） 賓（賓） 敏（敏） 冨（富） 侮（侮） 福（福） 拂（払） 佛（仏） 勉（勉） 步（歩） 峯（峰） 墨（墨） 飜（翻） 每（毎） 萬（万） 默（黙） 埜（野） 彌（弥） 藥（薬） 與（与） 搖（揺） 樣（様） 謠（謡） 來（来） 賴（頼） 覽（覧） 欄（欄） 龍（竜） 虜（虜） 凉（涼） 綠（緑） 淚（涙） 壘（塁） 類（類） 禮（礼） 曆（暦） 歷（歴） 練（練） 鍊（錬） 郞（郎） 朗（朗） 廊（廊） 錄（録）